# Miguel Primo de Rivera (1904-1964)
Pour les articles homonymes, voir Primo de Rivera.
Ne doit pas être confondu avec son père, Miguel Primo de Rivera (1870-1930), un autre homme politique espagnol.
Primo de Rivera y Sáenz de Heredia est un nom espagnol. Le premier nom de famille, en général paternel, est Primo de Rivera ; le second, en général maternel, souvent omis, est Sáenz de Heredia.
Miguel Primo de Rivera y Sáenz de Heredia, né le 11 juillet 1904 à Madrid et mort le 8 mai 1964, est un homme politique espagnol, frère de José Antonio Primo de Rivera, fondateur de la Phalange, et ministre de Francisco Franco.